# Antiatles
L'Antiatles (àrab: الأطلس الصغير, al-Aṭlas aṣ-Ṣaḡīr), també conegut com a Petit Atles, és una de les cadenes de muntanyes que s'estén al Marroc, com a part de la serralada de l'Atles al nord-oest d'Àfrica. L'Antiatles s'estén des de l'oceà Atlàntic al sud-oest, cap al nord-est, a l'altura d'Ouarzazate i més cap a l'est, a la ciutat de Tafilalt (en total 500 km i 310 km, respectivament). Al sud, fa frontera amb el Sàhara.
El punt més oriental de la lluita contra l'Atles és la muntanya de Djebel Sarhro, i el seu límit oriental s'estableix en les seccions de la serralada de l'Alt Atles. En les altures d'Ouarzazate, el massís és tallat per la vall del Draa, que s'obre cap al sud. En aquest caos de roques, els contrasts són extrems: corre l'aigua en alguns llocs remots; la formació de conques i els pobles rars es redueixen a un grapat de petites cases envoltades de palmeres. La seva biodiversitat es caracteritza per integrar l'ecoregió de Bosc sec mediterrani i matoll suculent d'acàcies i argànies.

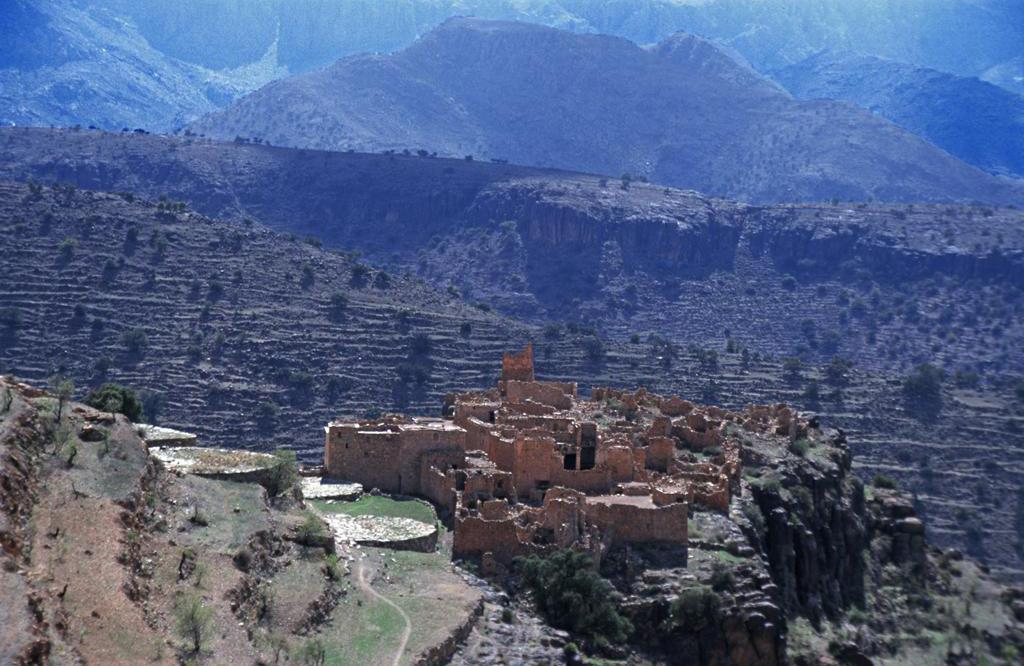
Muntanyes de l'Antiatles al Marroc

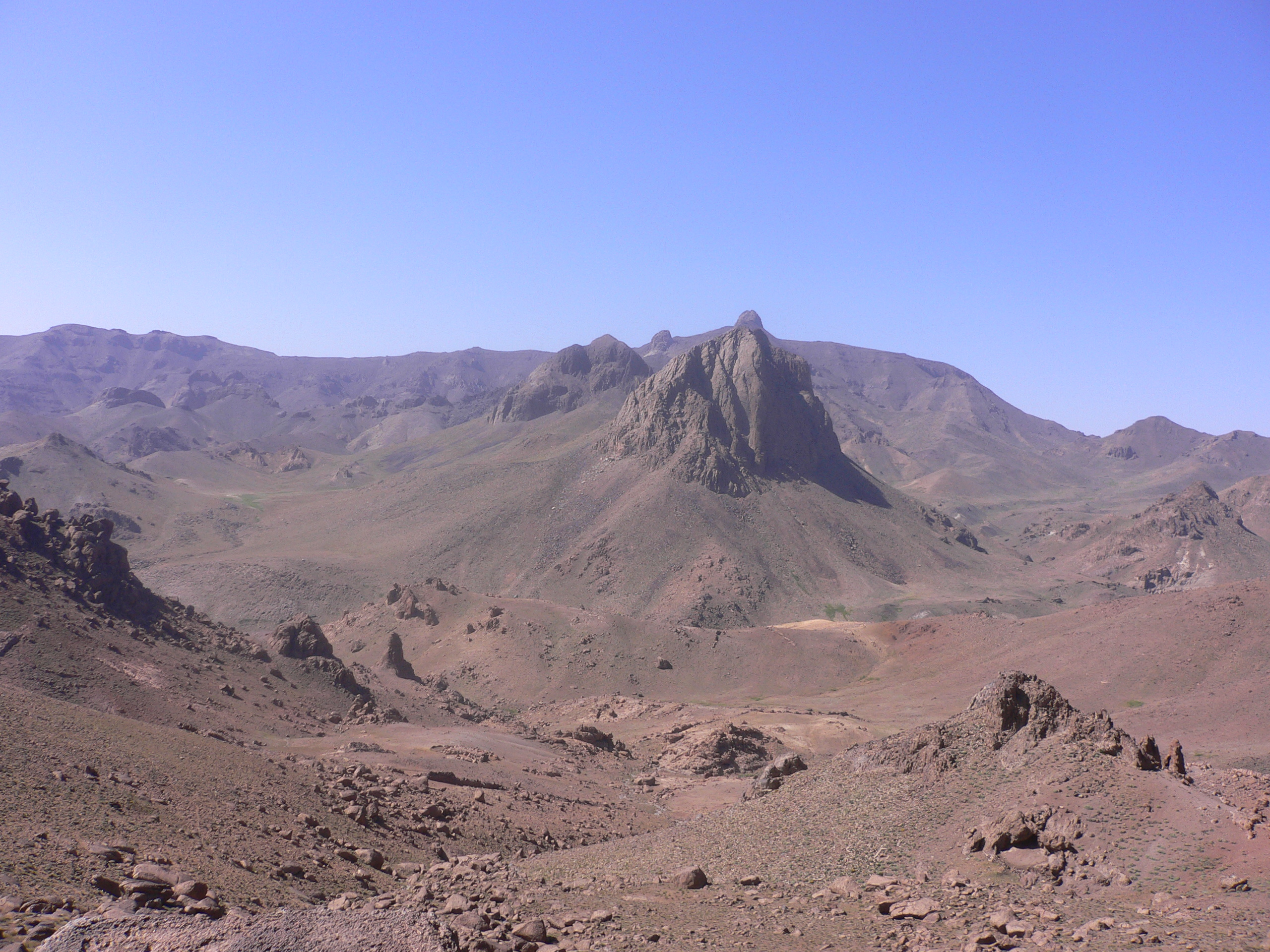
Paisatge característic de l'Antiatles

El paisatge es caracteritza per l'entorn casba pintoresc (essencialment, castells), que es troba en molts llocs de la regió, incloent-hi les parts més antigues d'Agadir. En èpoques anteriors, va ser important com un lloc de refugi i un dipòsit d'abastament. Prop d'aquests assentaments, els camps amb terrasses de pedra seca (bancals) i els murs cobreixen el paisatge. No obstant això, cada vegada més, les cases estan desocupades, i els camps sense conrear. Amb el continu èxode rural, els sistemes de rec necessaris per a l'agricultura tambéestan en decadència.